# B Corporation
Certifikace B Corporation (známá také jako certifikace B Lab nebo B Corp) je soukromé osvědčení, které firmám uděluje B Lab, celosvětová nezisková organizace s pobočkami ve Spojených státech, v Evropě, Jižní Americe, Kanadě, Austrálii a na Novém Zélandu. K získání a udržení certifikace musí jednotlivé společnosti získat minimální počet bodů v online hodnocení „sociální a environmentální výkonnosti“, splnit požadavek na začlenění závazků B Lab vůči zainteresovaným stranám do řídících dokumentů společnosti a platit roční poplatek ve výši 500-50 000 USD.
Od srpna 2015 je 1 381 „certifikovaných společností B Corp“ ve více než 121 odvětví ve 41 zemích.

## Účel
Certifikace organizace B-Corporation je nezávislá norma, podle níž mají společnosti podle výsledků svého hodnocení plnit standardy sociální udržitelnosti, environmentální výkonnosti a odpovědnosti a být pro veřejnost transparentní. Certifikace organizace B-Lab se vztahuje na celou společnost, tedy na všechny produktové řady a problémové oblasti. Certifikaci mohou získat ziskové společnosti všech právních podnikatelských struktur.

### Výhody
- Poskytuje měřítko činnosti společnosti v oblasti životního prostředí a v rámci společnosti.
- Podobně jako u jiných podnikatelských sdružení mají společnosti s certifikací B Corp a jejich zaměstnanci přístup k řadě slev od vnějších subjektů a dalších členů[3]
- Akademické příspěvky k odpuštění půjček.[4][5][6]
- Vzhledem k relativní novosti legislativy, jež je zdrojem zmatku a velkých právních investic do obeznámení se s pravidly a předpisy, je získání certifikace B-Lab jednodušší než získání statutu prospěšná společnost.

### Nevýhody
- Certifikace B-Corporation nemá žádný právní status.
- Hodnocení organizací B-Corporation není veřejné; široká veřejnost nemá přístup k dokumentaci, která je podkladem pro hodnocení, jen k čistě číselným výsledkům od organizace B Corporation.
- Podle některých společností je hodnocení přísné a obtížně splnitelné a udržitelné.[7] Nicméně Hodnocení dopadů B,[8] prvního kroku v procesu certifikace, se zúčastnilo více než 20 000 firem, přičemž v průměru získaly 80 bodů, tedy hodnocení opravňující k získání certifikace.[9]

### Rozdíl od prospěšné společnosti (Benefit corporation)
- Prospěšná společnost je právní status uznaný zákonem USA; certifikaci B Lab vydává soukromá organizace, a nemá žádný právní rámec.[10]
- K certifikaci B Lab není nutné získat certifikaci prospěšné společnosti.[10]
- Legislativa pro získání tohoto firemního právního statutu byla schválena ve 20 státech USA, včetně Delawaru, přestože certifikaci B Lab vydává soukromá organizace vedená lidmi, kteří v podstatě vzešli z podnikatelské sféry.[11]

## Proces certifikace

### Online vyhodnocení
Chce-li společnost získat certifikaci B Corporation, musí nejprve projít online vyhodnocením. Společnosti, které dosáhnou nejméně 80 z 200 bodů, projdou revizí hodnocení, což je v podstatě konferenční hovor ověřující jejich tvrzení při hodnocení. Před schválením jsou společnosti povinny poskytnout podpůrnou dokumentaci.
Hodnocení se týká celého provozu společnosti, a měří pozitivní vliv společnosti v oblastech správy, pracujících, komunity, životního prostředí i produktů či služeb, které poskytuje. Body za společensky a ekologicky zaměřený obchodní model jsou nakonec uděleny v příslušné oblasti dopadu (za správu, pracující, komunitu nebo životní prostředí).Online vyhodnocení upraví koeficienty kategorií otázek podle konkrétního odvětví společnosti, její zeměpisné polohy a počtu zaměstnanců, a zvýší tak jejich relevanci. Například společnosti s více zaměstnanci budou mít větší váhu v kategorie pracujících a výrobní firmy zase v kategorii životního prostředí.
Kvůli důvěryhodnosti se standard certifikace B Corporation řídí principy nezávislosti, komplexnosti, srovnatelnosti, dynamičnosti a transparentnosti. Organizace B Lab má zavedený poradní výbor pro standardy, který může samostatně rozhodovat s podporou B Lab či bez ní. V květnu 2014 bylo 28 z 30 členů uvedeno podle své obchodní příslušnosti. Výbor doporučuje zlepšení posouzení certifikace B Corporation každé dva roky. Před vydáním nové verze je 30denní období veřejných konzultací.
V současnosti má hodnocení B Corporation třetí verzi, přičemž čtvrtá má být vydána v lednu 2014.

### Zákonné požadavky
Certifikace také vyžaduje, aby společnosti do svých řídících dokumentů začlenily závazky zainteresovaných stran. Ve Spojených státech bude certifikace právních změn společnosti záviset na státu, kde byla založena. Některé, tzv. „voličské“ státy změnu v zakládací listině umožní, jiné, tzv. „nevoličské“, nikoli; v mnoha státech již nyní existuje možnost přijetí právní struktury prospěšné společnosti, která požadavky B Lab na certifikaci B Corporation splňuje také. Kromě firem mění své interní směrnice a řídící dokument i jiné neziskové subjekty. Změny zahrnují:
- Zavedení jasného znění zakládací listiny nebo stanov, jež „bere v úvahu zájmy zainteresovaných stran“ společnosti.[17]
- Definici „zainteresovaných stran“ jako zaměstnanců, komunity, životního prostředí, dodavatelů, zákazníků, spotřebitelů a akcionářů.
[17][18]
- Neupřednostňování jedné zainteresované strany před jinou.[19]
- Kontinuitu firemních hodnot i pod novým vedením, s novými investory či vlastníky.
[17][20]

Certifikace organizace B Lab však umožňuje, aby stanovy společnosti zůstaly tajné.

## Přijetí v zahraničí
Od dubna roku 2015 certifikaci B Corporation získalo více než 1 200 společností ve 41 odvětvích 121 zemí, včetně Kanady (78 firem), Austrálie, Jihoafrické republiky a Afghánistánu. Nejaktivnější komunitou mimo Spojené státy je nezisková organizace Sistema B, která se od roku 2012 věnuje přijetí certifikace B Corporation v Latinské Americe, včetně Argentiny, Brazílie, Chile, Uruguaye a Kolumbie. Certifikace a metriky hodnocení přizpůsobuje a mění podle kontextu dané země. B Lab pomáhá organizaci Sistema B také při prosazování odlišení prospěšné společnosti do místních právních systému.

## B Corporation v České republice
První firmou, která získala certifikaci B Corporation v ČR, je právní společnost Frank Bold.

## Další informace
- ANDRÉ, Rae. Assessing the Accountability of the Benefit Corporation: Will This New Gray Sector Organization Enhance Corporate Social Responsibility?. Journal of Business Ethics. 2012, s. 133–150. doi:10.1007/s10551-012-1254-1.
- BOATRIGHT, John R. What’s Wrong—and What’s Right—with Stakeholder Management. Journal of Private Enterprise. 2006, s. 106–130. Dostupné online.
- Governance by Indicators: Global Power through Classification and Rankings. Redakce Davis Kevin E.. [s.l.]: Oxford University Press, 2012. ISBN 978-0-19-965824-4.
- DESKINS, Michael R. Benefit Corporation Legislation, Version 1.0—A Breakthrough in Stakeholder Rights?. Lewis and Clark Law Review. 2011, s. 1047.
- JOHNSTONE, Harvey; LIONAIS, Doug. Depleted communities and community business entrepreneurship: revaluing space through place. Entrepreneurship & Regional Development. 2004, s. 217–233.
- LACOVARA, Christopher. Strange Creatures: A Hybrid Approach to Fiduciary Duty in Benefit Corporations. Columbia Business Law Review. 2011, s. 815–880. *
- LENCIONI, Patrick M. Make Your Values Mean Something. Harvard Business Review. July 2002. Dostupné v archivu pořízeném dne 2014-03-09.
- REISER, Dana Brakman. Benefit Corporations—A Sustainable Form of Organization?. Wake Forest Law Review. 2011, s. 591. Dostupné v archivu pořízeném dne 24-04-2014.